# Tomisoïdeus
Els tomisoïdeus (Thomisoidea) són una superfamília d'aranyes araneomorfes. Està constituïda per dues famílies d'aranyes que tenen vuit ulls:
- Filodròmids (Philodromidae)
- Tomísids (Thomisidae)

## Vegeu també

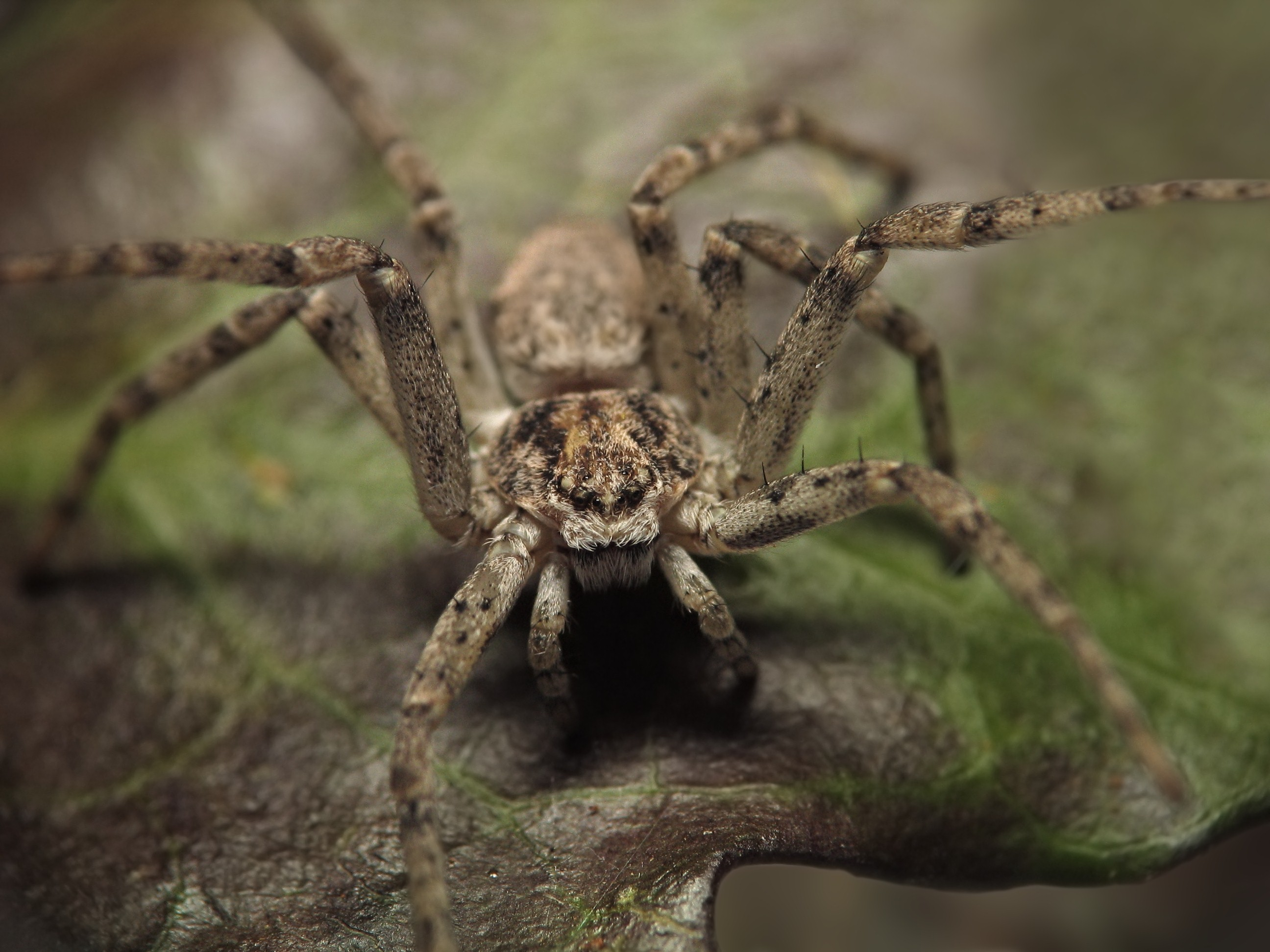
Un filodròmid

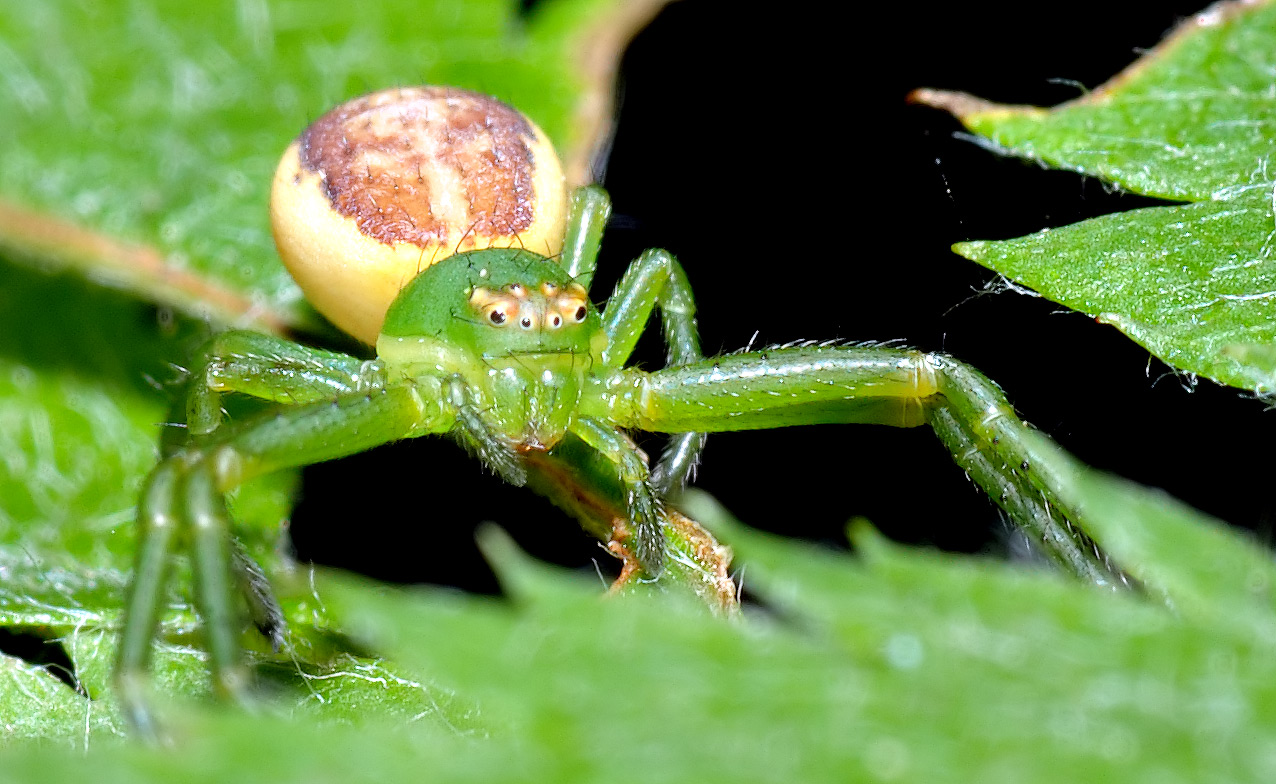
Diaea dorsata, un tomísid